# Вилья-Мартелли
Вилья-Мартелли (исп. Villa Martelli) — город в Аргентине в провинции Буэнос-Айрес в муниципалитете Висенте-Лопес, часть агломерации Большой Буэнос-Айрес.

## История
Земли под жилищное строительство начали продаваться в этих местах с 1910 года. Населённый пункт был официально образован в 1964 году.
В 1988 году казармы в Вилья-Мартелли были захвачены путчистами во время военного мятежа под руководством полковника Моамеда Али Сейнельдина.